# NGC 3459
NGC 3459 é uma galáxia espiral (Sab) localizada na direcção da constelação de Crater. Possui uma declinação de -17° 02' 30" e uma ascensão recta de 10 horas, 54 minutos e 44,4 segundos.
A galáxia NGC 3459 foi descoberta em 1886 por Frank Leavenworth.